# Ryszard Katus
Ryszard Katus, född den 29 mars 1947 i Boska Wola, är en polsk före detta friidrottare som tävlade i mångkamp.
Katus deltog vid två olympiska spel. Vid Olympiska sommarspelen 1972 slutade han på tredje plats med 7 936 poäng, vid Olympiska sommarspelen 1976 slutade han på tolfte plats med 7 616 poäng.